# D.K. Metcalf
DeKaylin Zecharius Metcalf (Oxford, 14 dicembre 1997) è un giocatore di football americano statunitense che milita nel ruolo di wide receiver per i Pittsburgh Steelers della National Football League (NFL).

## Carriera universitaria
Metcalf al college giocò a football all'Ole Miss Rebels dal 2016 al 2018. Nella prima stagione disputò due partite prima di infortunarsi a un piede e chiudere l'annata. Le sue due uniche ricezioni furono dei touchdown. Nel 2017 fece registrare 39 ricezioni per 646 yard e 7 touchdown. Nella stagione 2018, Metcalf ebbe 26 ricezioni per 569 yard prima di subire un infortunio al collo contro Arkansas che chiuse la sua stagione.  A fine anno decise di rinunciare agli ultimi due anni nel college football passando professionista. Chiuse la carriera universitaria con 67 ricezioni per 1.228 yard e 14 touchdown.

## Carriera professionistica

### Seattle Seahawks

#### Stagione 2019
Metcalf fu scelto nel corso del secondo giro (64º assoluto) del Draft NFL 2019 dai Seattle Seahawks. Il 22 maggio firmò un contratto quadriennale del valore di 4,6 milioni di dollari. Debuttò come professionista partendo come titolare nella vittoria interna del primo turno sui Cincinnati Bengals guidando la squadra con 89 yard ricevute, record assoluto per un ricevitore di Seattle al debutto (superando le 86 di Steve Largent). Sette giorni dopo segnò il suo primo touchdown contro i Pittsburgh Steelers. Nella vittoria della settimana 8 in casa degli Atlanta Falcons segnò per la prima volta due touchdown su ricezione. Sette giorni dopo superò per la prima volta le 100 yard ricevute facendone registrare 123 con un touchdown nella vittoria ai tempi supplementari contro i Tampa Bay Buccaneers, venendo premiato come miglior rookie della settimana. La sua prima stagione regolare si chiuse con 58 ricezioni per 900 yard e 7 touchdown disputando tutte e 16 le partite.
Nel primo turno di playoff in casa dei Philadelphia Eagles, Metcalf stabilì il record NFL per un rookie nella post-season per yard ricevute (160, battuto da Puka Nacua nel 2023), segnando anche un touchdown nella vittoria per 17-9. La corsa dei Seahawks si fermò nella partita successiva, dove vennero sconfitti dai Green Bay Packers per 28 a 23.

#### Stagione 2020

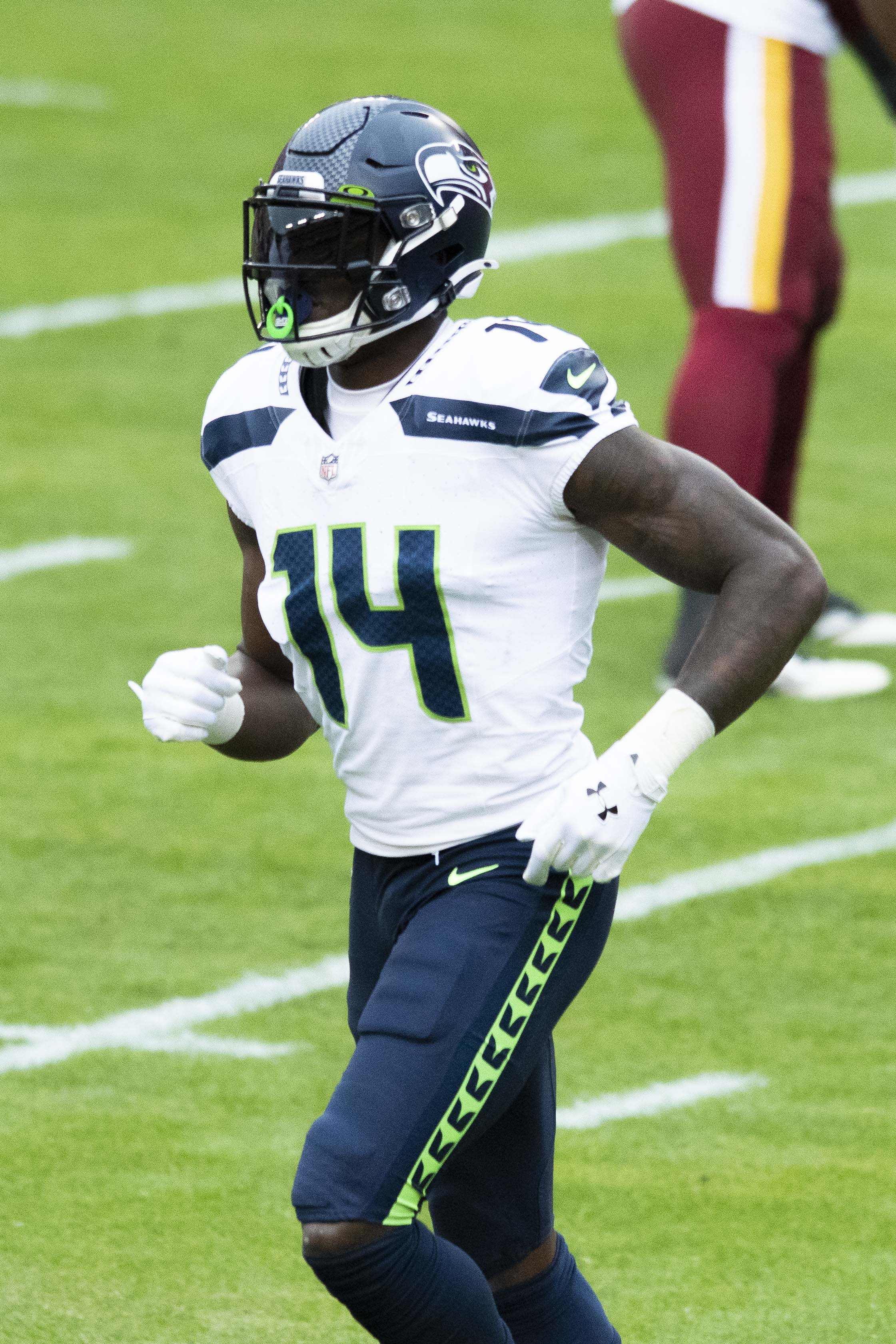
Metcalf nel 2020

Metcalf aprì la sua seconda stagione guidando la squadra con 95 yard ricevute e un touchdown nella vittoria per 38-25 in casa degli Atlanta Falcons. La settimana successiva andò di nuovo a segno battendo la marcatura diretta del difensore dell'anno in carica Stephon Gilmore con un touchdown da 54 yard. Nel primo tempo della settimana 3 contro i Dallas Cowboys Metcalf commise un grave errore commettendo un fumble mentre si avviava trotterellando con il pallone verso la end zone, venendo rimontato da un difensore avversario che gli strappò l'ovale. Si rifece nel finale di partita quando ricevette il touchdown della vittoria per 38-31. Nel quinto turno fu ancora decisivo segnando due touchdown, incluso quello della vittoria a 15 secondi dal termine su una situazione di quarto down che fece partire i Seahawks con un record di 5-0 per la prima volta nella loro storia. Nella settimana 8 Metcalf stabilì un nuovo primato personale in ricezioni (12), con 161 yard ricevute e 2 touchdown nella vittoria sui San Francisco 49ers. Nel Monday Night Football della settimana 12 stabilì un nuovo record personale con 177 yard ricevute nella vittoria contro gli Eagles, superando per la prima volta quota mille in stagione. Nell'ultimo turno superò il record di franchigia di Steve Largent chiudendo a quota 1.303 yard stagionali. A fine stagione fu convocato per il suo primo Pro Bowl (non disputato a causa della pandemia di COVID-19) e incluso nel Second-team All-Pro.
Nel primo turno di playoff Metcalf ricevette 96 yard e segnò 2 touchdown ma i Seahawks furono eliminati dai Rams.

#### Stagione 2021

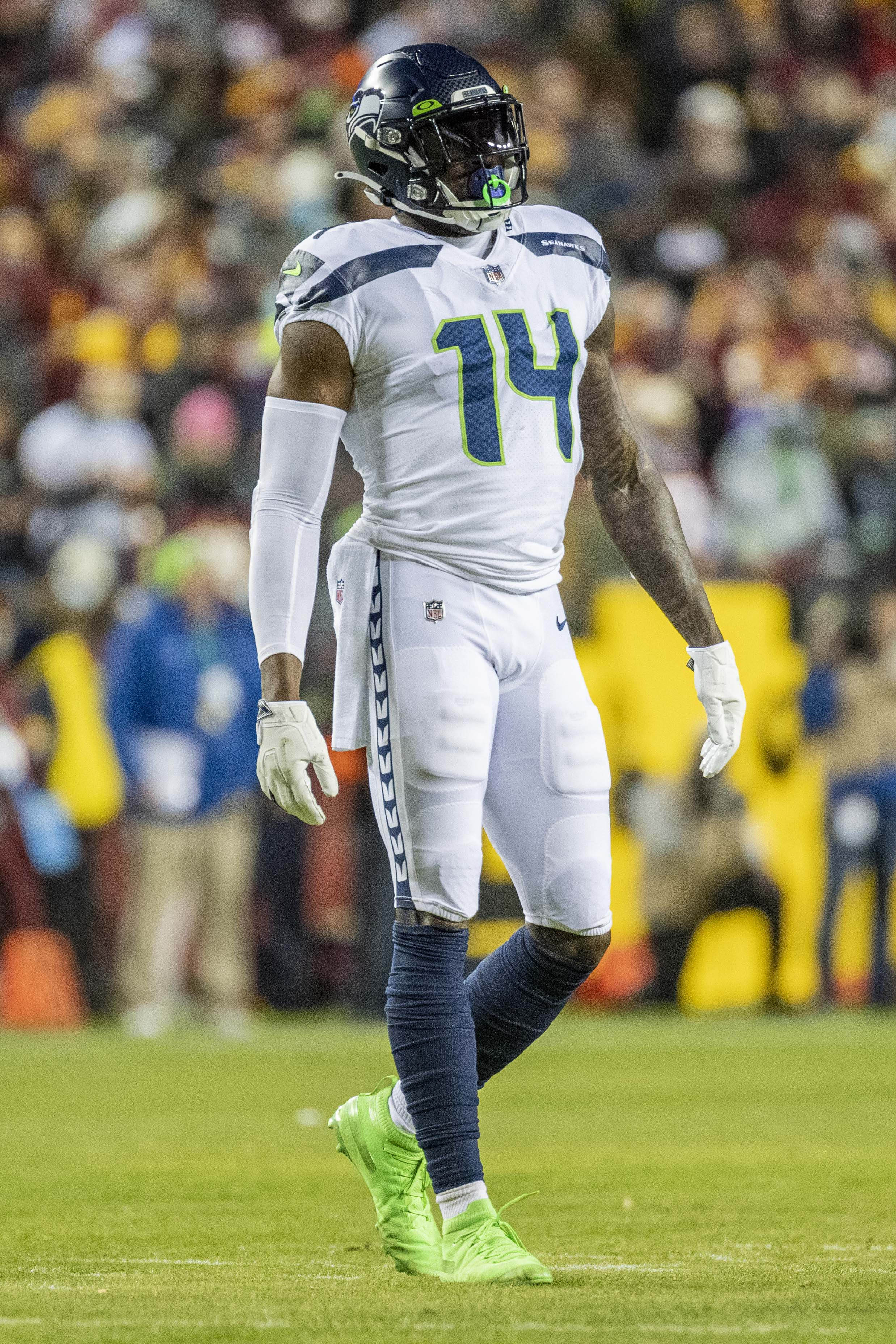
Metcalf nel novembre 2021

Nel penultimo turno Metcalf segnò tre touchdown su ricezione nella vittoria con i Detroit Lions. A fine stagione si classificò quarto nella NFL con 12 touchdown su ricezione. I Seahawks invece non fecero ritorno ai playoff, terminando con un record di 7-10.

#### Stagione 2022
Il 27 luglio 2022 Metcalf firmò con i Seahawks un rinnovo contrattuale triennale del valore di 72 milioni di dollari. Con un nuovo quarterback titolare, Geno Smith, segnò il primo touchdown nella settimana 3 contro gli Atlanta Falcons dopo di che ricevette un massimo stagionale di 149 yard nella vittoria esterna sui Detroit Lions nel quarto turno. Nella settimana 7 in casa dei Los Angeles Chargers Metcalf fu costretto ad abbandonare l'incontro per un infortunio al ginocchio. Nel tredicesimo turno contro i Rams ricevette 128 yard e segnó il touchdown della vittoria a 26 secondi dal termine, sfuggendo alla marcatura del cornerback All-Pro Jalen Ramsey. La sua annata si chiuse guidando la squadra con 90 ricezioni e 1.048 yard ricevute, mentre fu secondo con 6 marcature su ricezione. Seattle tornó ai playoff con un record di 9-8 dopo un anno di assenza.
Nel turno della wild card dei playoff, Metcalf ricevette 10 passaggi per 136 yard e 2 touchdown ma Seattle fu eliminata dai 49ers numeri 2 del tabellone della NFC.

#### Stagione 2023
Metcalf aprì la stagione guidando la squadra con 47 yard ricevute e segnando l'unico touchdown dei Seahawks in una netta sconfitta contro i Rams. Tornò a segnare nel Monday Night Football del quarto turno contro i New York Giants nella terza vittoria consecutiva di Seattle. Nella settimana 11 segnò il suo 38º touchdown su ricezione, il massimo della storia della franchigia nelle prime cinque stagioni. Due settimane dopo disputò la miglior prova stagionale ricevendo 134 yard e segnando 3 touchdown nella sconfitta per 41-35 contro i Dallas Cowboys. Nel turno successivo ricevette 2 passaggi per 52 yard nel primo quarto, incluso un touchdown dal quarterback di riserva Drew Lock, ma non ricevette alcun passaggio per il resto della partita e a tre minuti dal termine fu espulso per una rissa con Deommodore Lenoir dei 49ers. Nella settimana 15 Metcalf divenne il terzo giocatore della storia dopo Randy Moss e A.J. Green con almeno 900 yard ricevute e 5 touchdown su ricezione in tutte le prime cinque stagioni in carriera. La sua annata si chiuse guidando la squadra con 1.114 yard ricevute e 8 touchdown su ricezione, venendo convocato per il suo secondo Pro Bowl al posto di Mike Evans che scelse di non parteciparvi, mentre Seattle rimase per un soffio fuori dai playoff. Fu inoltre votato al numero 84 nella NFL Top 100 dai suoi colleghi.

#### Stagione 2024
Nel secondo turno, Metcalf e Jaxon Smith-Njigba divennero la prima coppia di compagni nella storia dei Seahawks a fare registrare 10 ricezioni e 100 yard ricevute nella stessa partita. Nella settimana 4 divenne il primo giocatore della storia della franchigia a fare registrare tre gare consecutive con oltre 100 yard ricevute. Nelle gare dell'ottavo e nono turno non scese in campo a causa di un infortunio, tornando disponibile dopo la settimana di pausa nella vittoria in casa dei rivali dei 49ers, ricevendo 7 passaggi per 70 yard. La sua stagione si chiuse con 66 ricezioni per 992 yard e 5 touchdown in 15 presenze, di cui 12 come titolare.
Il 5 marzo 2025 emerse la notizia che Metcalf aveva chiesto di essere scambiato dopo sei stagioni a Seattle.

### Pittsburgh Steelers
Il 9 marzo 2025 Metcalf fu scambiato con i Pittsburgh Steelers per una scelta del secondo giro del Draft 2025. Con la nuova squadra firmó subito un nuovo contratto quinquennale del valore di 150 milioni di dollari.

## Palmarès
- Convocazioni al Pro Bowl: 2

2020, 2023
- Second-team All-Pro: 1

2020
- Rookie della settimana: 1

9ª del 2019
- 50 migliori giocatori del 50º anniversario dei Seahawks

## Vita privata
È il figlio dell'ex guardia della NFL Terrence Metcalf.